# Copestylum viride
Copestylum viride är en tvåvingeart som först beskrevs av Samuel Wendell Williston  1888.  Copestylum viride ingår i släktet Copestylum och familjen blomflugor. Inga underarter finns listade i Catalogue of Life.